# Samjiyŏn

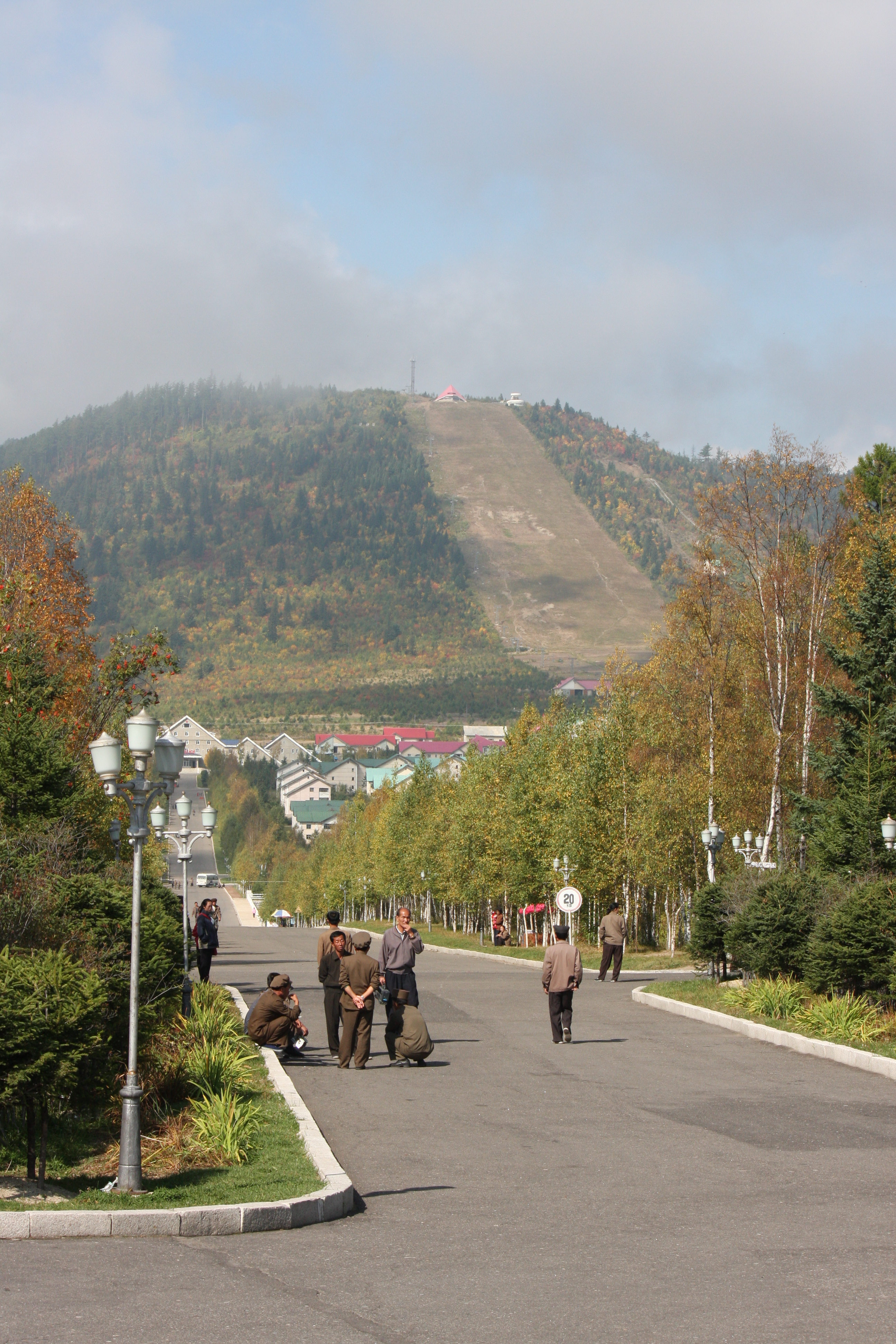
Vue de la ville de Samjiyŏn depuis le musée régional du Paektu

Samjiyŏn (삼지연군, hanja: 三池淵郡) est un arrondissement (gun) de la province de Ryanggang en Corée du Nord située à proximité de la frontière sino-nord-coréenne et notamment de la province chinoise du Jilin. La ville principale est Samjiyŏn. C'est sur son territoire que se trouve la plus haute montagne de Corée, le mont Paektu, un volcan haut de 2744 mètres. C'est aussi un haut lieu de la résistance coréenne contre les Japonais comme en témoignent les nombreux camps secrets. Les deux principaux fleuves du pays, le Tumen et le Yalou prennent leur source dans cet arrondissement. Cette région montagneuse et froide est devenue un important centre touristique.
En décembre 2019, Kim Jong-un a ouvert une extension complète du canton existant, décrit par les médias d'État comme une ville "« moderne »" avec des résidences et des parcs industriels.

## Géographie

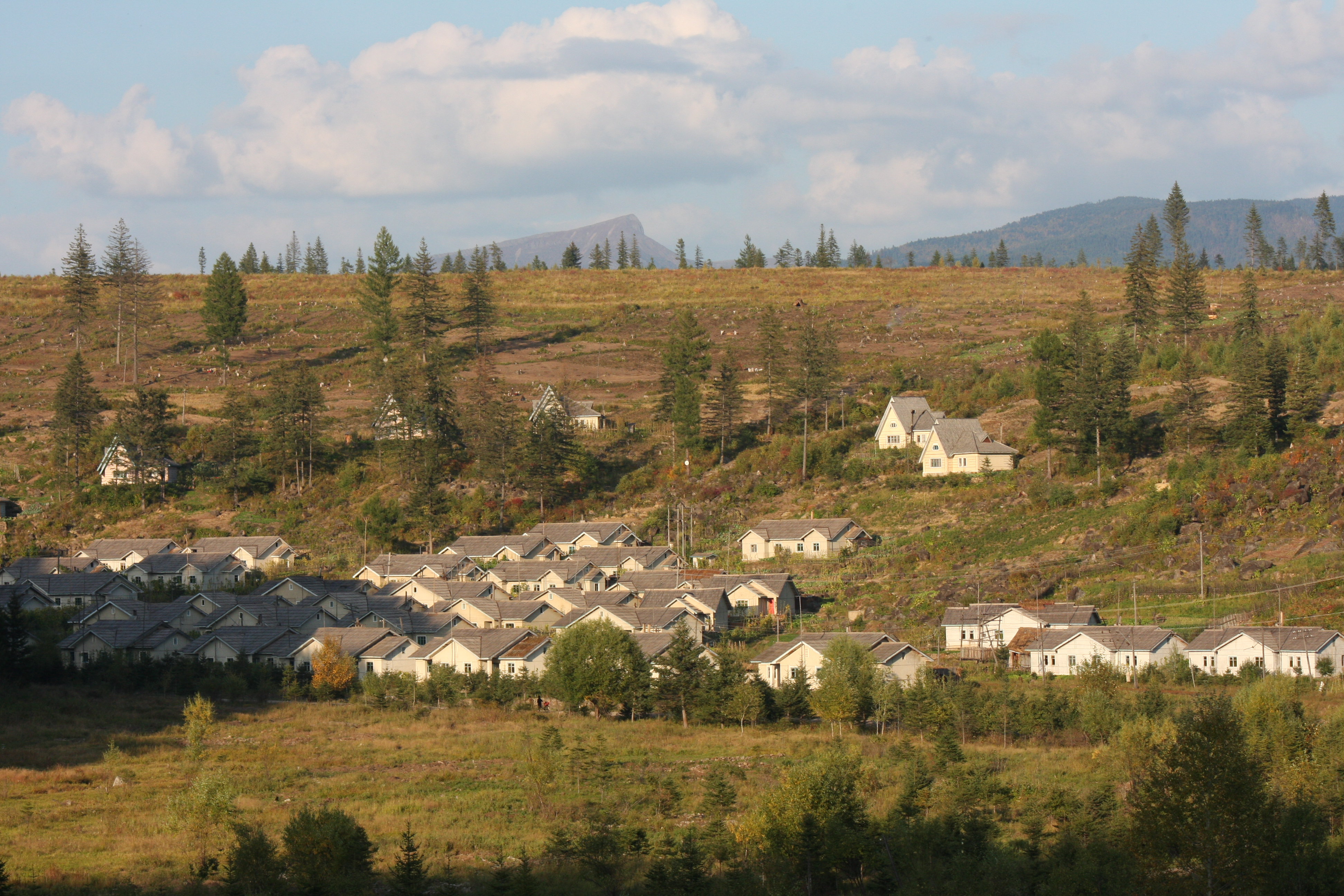
Vue du village de Rimyongsu

Samjiyŏn tire son nom de ses trois lacs. L'arrondissement est bordé au nord et à l'ouest par la province chinoise du Jilin, au sud par l'arrondissement de Pochon et à l'est par celui de Taehongdan. Il  comptait 31 471 habitants en 2008 répartis sur un territoire de 1326 km2 ce qui correspond à une densité relativement faible de 24 hab/km2. Il est formé par le regroupement de 10 communautés de travailleurs (rodongjagu) avec la petite ville (eup) de Samjiyŏn qui en forme le chef-lieu. Celle-ci se trouve à 65 km à l'est de Hyesan, le chef-lieu provincial. Elle a été fortement rénovée il y a quelques années. La région est desservie par l'aéroport de Samjiyŏn qui est utilisé par des avions civils et militaires. C'est la porte d'entrée habituelle pour les touristes étrangers.
La station de Samjiyŏn se trouve à 1381 m d'altitude. Le climat est continental, froid (1,1 °C de moyenne annuelle) avec des étés humides et relativement chaud. Il gèle 215 jours par an. La température moyenne descend à -17.0 °C en janvier (-23 °C pour les minimales) et monte à 17,1 °C en juillet (22.1 °C pour les maximales). Elle reçoit 845 mm de précipitations dont les deux tiers entre mai et aout.

## Sites particuliers

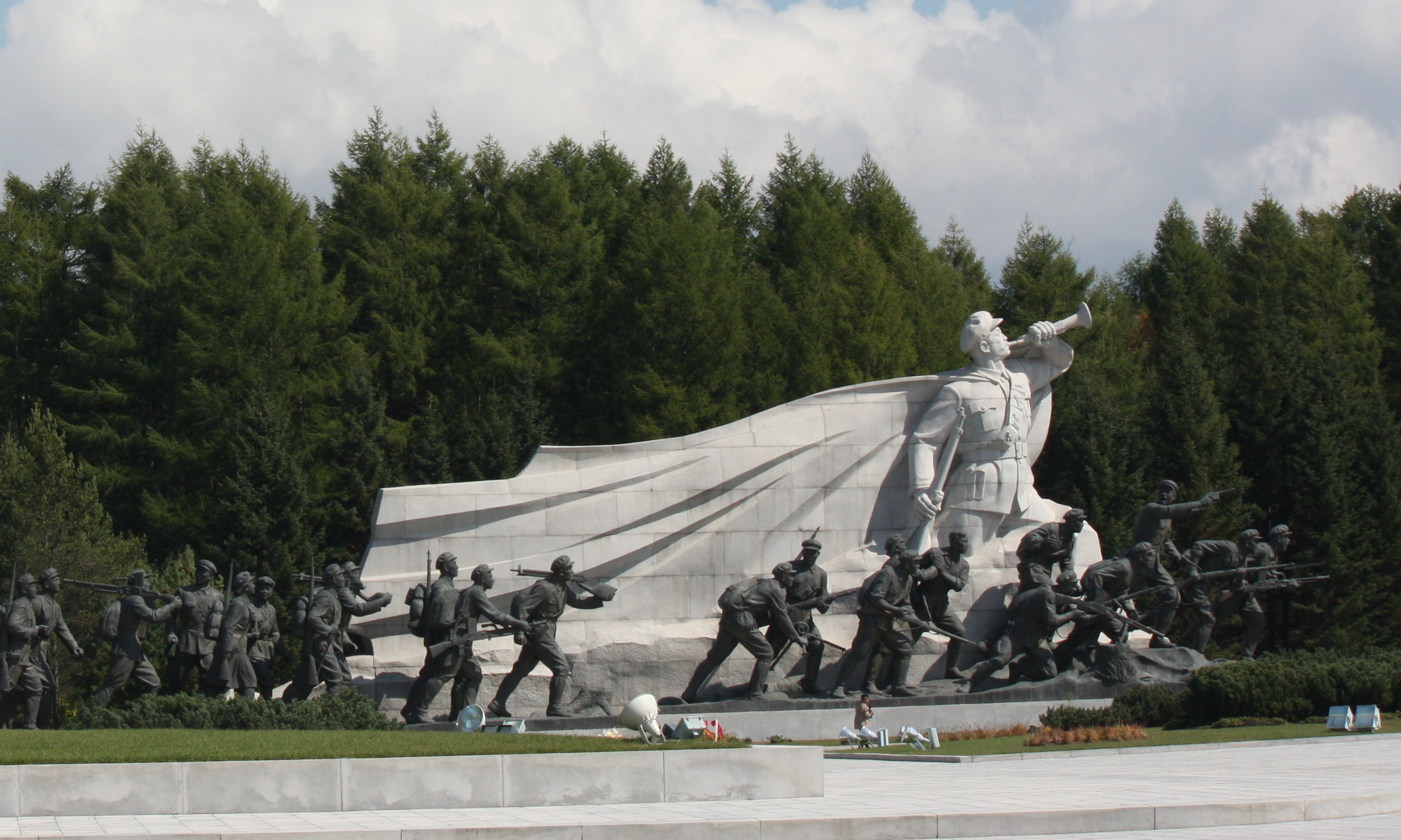
Le grand monument au bord du lac Samji

A 90 minutes de la ville de Samjiyŏn, le mont Paektu est l'attraction principale de la région car selon la légende, c'est le lieu de naissance de Tangun, le fondateur de la Corée. Son cratère est rempli par le lac du Paradis. À cause du froid, la montagne est accessible seulement de mai à septembre. Elle abrite des sources thermales, des cascades (Jangbaek, Paektu, Sagimun) et  les rochers de Chongun (les gorges du Yalou).
Le camp secret du Paektu n° 1 était officiellement la résidence de Kim Il Sung de 1936 à 1943 depuis lequel il a mené la résistance. Ce camp comprend entre autres un atelier de réparation des armes, un hôpital et une maison d'édition. De l'autre côté de la rivière Sobaek se trouve la maison de naissance officielle de Kim Jong Il, au pied du pic Jong Il (1797 m, son nom est gravé en rouge).
Samji (les trois lacs) est un lac peu profond (3 m) d'une circonférence de 4,5 km. Le Grand Monument a été construit à son bord en mai 1979 pour commémorer les 40 ans de la bataille de Musan. Il consiste en une sculpture en bronze de Kim Il Sung (15 m de haut), un groupe de soldats, une tour de 50 m représentant la flamme du Juche (la tour Ponghwa) et un poème gravé sur un rocher,. D'autres monuments ont été construits dans la région : celui de la victoire du secteur de Musan et celui de la bataille de Pochonbo. La découverte de Samjiyon comprend également la visite du palais des enfants et du musée régional du Paektu.
Deux pistes de ski se trouvent au pied du pic Pegae (Pegaebong) près de l'hôtel Pegaebong à 2 km de la ville de Samjiyon. La station aurait dû accueillir les troisièmes jeux asiatiques d'hiver en 1996 mais ils ont finalement été organisés à Harbin en Chine.
Le Rimyongsu Sports Club joue en première division du championnat de Corée du Nord de football.

## Historique des députations de la circonscription de Samjiyŏn (647e)
- XIème législature (2003-2009) : Ri Ho (Chosongeul:리　호)
- XIIème législature (2009-2014) : Phyo Il Sok (Chosongeul: 표일석 Hanja:表日錫)
- XIIIème législature (2014-2019) : Ju Thae Kyung (Chosongeul: 주태경)

## Peintures

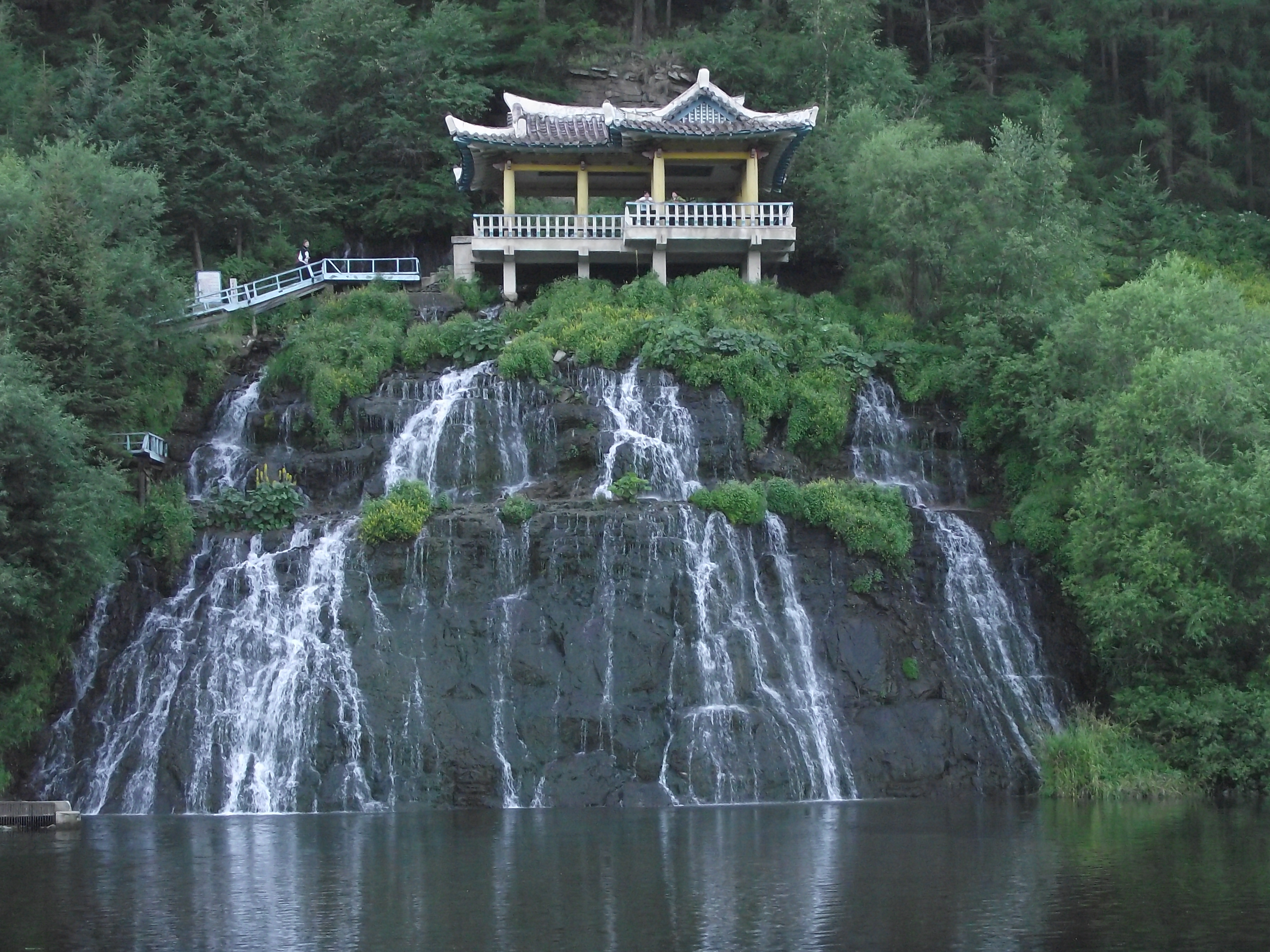
Les chutes d'eau de Rimyongsu

- Ri Chol Min : «Le village sportif de Samjiyon métamorphosé »
- Cha Jae Ryop : « Mini-centrales électriques de Samjiyon »
- Om Yong Ho : « Le haut lieu de la révolution de Pegaebong »
- Kang Thae Hong : «Le gazouillement de la rivière Sobaek »
- Ryo In Son : « Le rocher Chongun du mont Paektu »
- Ri Yong Chang : «Les torrents Sakimun du Paektu »
- Han Jong Jin : « Les chutes d’eau de Rimyongsu »